# Скрипник Олександр Вікторович
Олекса́ндр Ві́кторович Скри́пник (нар. 21 березня 1950) — український радянський діяч, голова Вільнянського райвиконкому Запорізької області, 1-й секретар Веселівського райкому КПУ Запорізької області, 2-й секретар Запорізького обласного комітету КПУ. Депутат Запорізької обласної ради.

## Біографія
Освіта вища. Член КПРС.
Перебував на відповідальній радянській та партійній роботі.
На 1984 — вересень 1985 року — голова виконавчого комітету Вільнянської районної ради народних депутатів Запорізької області.
З вересня 1985 року — на навчанні в системі партійної освіти.
У 1988 — листопаді 1990 року — 1-й секретар Веселівського районного комітету КПУ Запорізької області. Одночасно з березня 1990 року — голова Веселівської районної ради народних депутатів Запорізької області. 
24 листопада 1990 — 11 червня 1991 року — секретар Запорізького обласного комітету КПУ (з питань аграрної політики та роботі з комуністами в аграрному секторі).
11 червня — серпень 1991 року — 2-й секретар Запорізького обласного комітету КПУ.
З лютого 1993 по 1994 рік — заступник голови Запорізької обласної державної адміністрації з питань агропромислового комплексу.
На 2002 рік — генеральний директор спільного підприємства «Хортиця-Агро» в місті Запоріжжі. Член СДПУ(о).
Потім — на пенсії в місті Запоріжжі.